# Abdulhamid Sulaymon oʻgʻli Choʻlpon
Abdulhamid Sulaymon oʻgʻli Yunusov, Pseudonym Choʻlpon („Morgenstern“; kyrillisch Абдулҳамид Сулаймон ўғли Юнусов, Чўлпон; russisch Абдулхамид Чулпон Abdulchamid Tschulpon, auch Чулпан Tschulpan; auch Abdulkhamid, Chulpon; * 1893, 1897 oder 1898 in Andijon; † 5. Oktober 1938 in Sibirien), war ein usbekischer Schriftsteller und Übersetzer aus dem Ferghanatal, der die Bewegung des Dschadidismus in Turkestan unterstützte. Er gilt als einer der Begründer der modernen usbekischen Literatur.

## Leben und Werk
Nach dem Besuch einer islamischen Grundschule (maktab) besuchte der aus einer der wohlhabendsten Familien Andijons stammende Abdulhamid Sulaymon oʻgʻli eine russische Schule. Seine ersten Gedichte verfasste er noch als Maktab-Schüler, 1908 wurde eines davon in einer Zeitung veröffentlicht. Im Sommer 1914 erschien sein Werk Doʻxtur Muhammadyor, die vielleicht erste moderne turksprachige Kurzgeschichte aus Zentralasien, als Fortsetzungsroman in einer Zeitung. Jene Schrift spielte in der Folge eine einflussreiche Rolle im zentralasiatischen Modernismus.
Nach der Oktoberrevolution 1917 wandte sich der Fokus seines Schaffens zunehmend dem Nationalismus zu. Er übersetzte zahlreiche Schriften ins Usbekische, darunter Hamlet und Werke von Gogol und Puschkin. 1938 wurde er arrestiert, nach Sibirien verbannt und dort am 5. Oktober erschossen. Choʻlpon wurde 1965 rehabilitiert, doch erst in den 1980er Jahren durften seine Werke in der UdSSR wieder verlegt werden.